# کریس ویانا
کلی کریستینا دوس سانتوس معروف به کریس ویانا (زاده ۱۱ آوریل ۱۹۷۷) بازیگر، مدل و خواننده سابق برزیلی است.
ویانا در سائوپائولو به دنیا آمد. در سن ۱۳ سالگی پدرش که یک ورزشکار بود درگذشت. او مجبور شد سال بعد هزینه تحصیل خود را بپردازد، زیرا مادرش که یک پرستار پرستار بود باید از خانه و دو فرزند دیگر مراقبت می‌کرد. ویانا شروع به مراقبت از دو کودک ۵ و ۷ ساله کرد که دختران همسایه بودند. او حرفه مدلینگ خود را از نوجوانی شروع کرد.

## فیلم‌شناسی

### تلویزیون
| سال  | عنوان                     | نقش                            | یادداشت                             |
| ---- | ------------------------- | ------------------------------ | ----------------------------------- |
| ۲۰۰۴ | لینها دیرتا               | دوست دختر مانوئل               | قسمت: "Máscaras de Chumbo"          |
| ۲۰۰۵ | آمریکا                    | دریکا                          |                                     |
| ۲۰۰۶ | Sinhá Moça                | ماریا داس دورس (Das Dores)     |                                     |
| ۲۰۰۶ | ای پروفتا                 | پروفسور گیلدا                  |                                     |
| ۲۰۰۷ | دواس کاراس                | سابرینا                        |                                     |
| ۲۰۰۸ | کاسوس و آکاسوس            | مارتا                          | قسمت: "Quem Passou a Noite Comigo?" |
| ۲۰۰۹ | Paraíso                   | کاندیدا (کاندینا)              |                                     |
| ۲۰۱۰ | تمپوس مدرنوس              | تیتا بیکالو                    |                                     |
| ۲۰۱۱ | فینا استامپا              | داگمار دوس آنجوس               |                                     |
| ۲۰۱۲ | به عنوان Brasileiras      | مارلین                         | قسمت: "A Sambista da BR- 116"       |
| ۲۰۱۲ | سلو خورخه                 | جولیا کامپوس آلبوکرکی (ژولینا) |                                     |
| ۲۰۱۴ | امپریو                    | جولیان آلوز ماتوس (محبوب جوجو) |                                     |
| ۲۰۱۵ | A Regra do Jogo (تلونولا) | ایندیرا دورادو                 |                                     |
| ۲۰۱۷ | Dança dos Famosos         | شرکت کننده                     |                                     |
| ۲۰۱۸ | ۳٪                        | مادر گلوریا                    |                                     |
| ۲۰۱۸ | O Tempo Não Para          | قاهره                          |                                     |
| ۲۰۲۱ | خواننده نقابدار برزیل     | آرارا (شرکت کننده = مقام سوم)  | فصل ۱                               |

### فیلم‌های
| سال  | عنوان                                    | نقش    |
| ---- | ---------------------------------------- | ------ |
| ۲۰۰۸ | Última Parada 174                        | ماریسا |
| ۲۰۰۹ | مهاجم                                    | ترزا   |
| ۲۰۰۹ | فلوردلیس - باستا اوما پالاورا پارا مودار | وانیا  |
| ۲۰۱۸ | ای سگردو دی داوی                         | لویزا  |

### اینترنت
| سال  | عنوان                                        | نقش    | یادداشت            |
| ---- | -------------------------------------------- | ------ | ------------------ |
| ۲۰۱۹ | Zodíaca: O Monólogo Definitivo de Cada Signo | آریانا | قسمت: «آریانا»     |
| ۲۰۲۰ | صوفیه                                        | صوفیه  | سریال اصلی Spotify |